# Tina Fuentes (Malerin)
Christina „Tina“ Guerrero Fuentes (* 18. Januar 1949 in San Angelo, Texas, Vereinigte Staaten) ist eine US-amerikanische Malerin und Hochschullehrerin.

## Leben und Wirken
Christina Guerrero wurde als Tochter von Salvador Montoya Guerrero (1919–2009) und dessen Frau Maria Flores Guerrero in San Angelo geboren und wuchs mit fünf Geschwistern in Odessa auf. Ihr Vater wurde in Ciudad Acuña, Mexiko geboren und war in den Vereinigten Staaten ein Hörfunk- und Fernsehmoderator, Schriftsteller und Politiker.
Christina Guerrero studierte Malen, Zeichnen und Druckgrafik an der University of North Texas in Denton und erlangte Abschlüsse als Bachelor of Fine Arts (1973) und als Master of Fine Arts (1975).
Von 1972 bis 1977 war sie Kunstlehrerin an Schulen in Abilene und in Waco und von 1978 bis 1980 Mathematiklehrerin an der Indian School in Albuquerque, New Mexico. Danach war sie 1980 bis 1986 Lehrerin am Department of Art der University of Albuquerque und 1985 bis 1986 außerdem am Department of Art der University of New Mexico in Albuquerque. 1986 ging sie nach Lubbock, richtete dort ein Atelier ein und wurde als Professorin an die School of Art der Texas Tech University berufen. 2010 bis 2013 war sie Direktorin der School of Art. Während ihrer Zeit als Hochschullehrerin organisierte sie jährliche Ausstellungen für Studierende, war Ausstellungsjurorin, Gutachterin und Mitglied mehrerer Kunstgremien und Ausschüsse. 2019 wurde sie emeritiert.
Tina Fuentes war geschieden und lebt mit ihrem Mann Paz Molinar (* 1950) in Lubbock.

## Werk
Tina Fuentes entwickelte vor allem durch den Einfluss ihrer Großmutter Francisca Losoya Flores ein frühes Interesse an kreativen Ausdrucksformen und eine besondere Arbeitsmoral.
Ihre Werke werden als aggressiv und abstrakt expressionistisch eingeschätzt. Sie interessiert sich leidenschaftlich für Farben und Formen; ihre Arbeit wird auch durch die Erfahrungen in der privaten Welt inspiriert. Viele ihrer Bilder sind auch in schwarz-weiß. In einigen Arbeiten zieht sie Pigmentschichten ab, um zuvor aufgetragene Medien wie Graphit oder Kohle freizulegen.
Die Arbeiten von Tina Fuentes zeigen sowohl Bezüge zur Natur als auch zu sozialen Themen wie Frauenrechte und Gleichberechtigung der Ethnien. Als Latina zeigt sie besonderes Interesse für das Leben der hispanischen Bevölkerung der Vereinigten Staaten.
Ausstellungen
Seit 1982 stellte sie ihre Arbeiten in bisher über 150 Einzel- und Gruppenausstellungen aus. International nahm sie 2007 in Zhuzhou, China und 2011 in Buenos Aires, Argentinien an Ausstellungen teil. In den Vereinigten Staaten stellte sie in Galerien, Museen, Kulturzentren und bei Events in 15 Bundesstaaten  aus.
Arbeiten im öffentlichen Raum
Arbeiten von Tina Fuentes befinden sich in mehreren Dauerausstellungen, unter anderem in der Texas Tech University Public Art Collection in Lubbock, im Raum „Collection of Mexican American Art Prints“ der „Benson Latin American Collection“ der University of Texas at Austin, im National Hispanic Cultural Center of New Mexico in Albuquerque und im Albuquerque Museum.

## Auszeichnungen
Tina Fuentes hat mehrere Artist-in-Residence-Preise, Fakultätspreise und Forschungsstipendien erhalten. Für die von 2014 bis 2017 währende Zusammenarbeit mit dem Atmosphärenforscher Eric Bruning wurde ein umfangreiches Stipendium der National Science Foundation vergeben.

## Medien
Die Arbeit von Tina Fuentes wurde 1998 mit persönlichen Erklärungen der Künstlerin in dem Dokumentarfilm El Arte de Tina Fuentes von Public Broadcasting Service vorgestellt. Der Film wurde 2000 mit dem Artist Award der Texas Association of Schools of Art ausgezeichnet.